# Anthurium clavatum
Anthurium clavatum är en kallaväxtart som beskrevs av Thomas Bernard Croat och R.A.Baker. Anthurium clavatum ingår i släktet Anthurium och familjen kallaväxter. Inga underarter finns listade.